# Homo
Homo (lateinisch hŏmō [ˈhɔmoː] „Mensch“, „Mann“) ist eine Gattung der Menschenaffen (Hominidae) in der Klasse der Säugetiere, zu welcher der anatomisch moderne Mensch (Homo sapiens) und seine nächsten ausgestorbenen Verwandten gehören. Eine genaue Abgrenzung der Gattung Homo von verwandten Gattungen innerhalb der Hominini ist schwierig. Häufig wird der Gebrauch von bearbeiteten Steinwerkzeugen (Geröllgerät) als Kriterium genannt.
Als ein wichtiges gemeinsames Merkmal (Synapomorphie) aller Arten der Gattung Homo gilt die Zahl der Höcker (Tuberculum) auf den hinteren Backenzähnen (Molaren): Bei Homo sind es sechs oder sieben Höcker, bei den Australopithecinen waren es weniger.

## Alter
Die beiden ältesten Arten der Gattung Homo sind Homo rudolfensis und Homo habilis, die vor rund 2,5 bis 1,5 Millionen Jahren lebten.
Von wann bis wann eine fossile Art existierte, kann jedoch in aller Regel nur näherungsweise bestimmt werden. Zum einen ist der Fossilbericht lückenhaft: Es gibt für die meisten fossilen Arten nur sehr wenige Belegexemplare, dies gilt insbesondere für Mosaikformen. Zum anderen weisen die Datierungsmethoden zwar ein bestimmtes Alter aus, dies jedoch mit einer erheblichen Streuung; diese Ungenauigkeit bildet dann die äußeren Grenzen bei den „von … bis“-Angaben für Lebenszeiten. Alle publizierten Altersangaben sind daher vorläufige Datierungen, die zudem nach dem Fund weiterer Belegexemplare möglicherweise revidiert werden müssen.

„Wenn man Arten als natürliche Populationen definiert, die von anderen solchen Gruppen reproduktiv isoliert sind, so bezieht sich das auf Populationen, die zur selben Zeit am gleichen Ort leben. In der Paläontologie hat man es aber oft mit kontinuierlichen Übergängen zu tun, bei denen Arten in einer einzigen Stammlinie allmählich auseinander hervorgehen. In solchen Fällen ist eine objektive Abgrenzung unmöglich. Aus pragmatischen Gründen nimmt man diese aber trotzdem vor, da die Art H. sapiens bis zu den ersten Einzellern zurückreichen würde, wenn man ihre Stammlinie nicht in Vorfahren- und Nachkommenarten unterteilt. Abgrenzungen innerhalb einer Stammlinie – beispielsweise zwischen H. erectus, H. heidelbergensis und H. sapiens – beinhalten also ein subjektives Element, und es sind auch andere Einteilungen möglich.“

## Merkmale
| Taxon (die jüngsten Arten zuunterst) | Körpergewicht (in kg) | Körpergewicht (in kg) |
| Taxon (die jüngsten Arten zuunterst) | männliche Individuen  | weibliche Individuen  |
| ------------------------------------ | --------------------- | --------------------- |
| Schimpansen                          | 60–90                 | 30–47                 |
| Australopithecus afarensis           | 45                    | 29                    |
| Australopithecus africanus           | 41                    | 30                    |
| Homo rudolfensis                     | 60                    | 51                    |
| Homo habilis                         | 37                    | 32                    |
| Homo naledi                          | 40–55                 | 40–55                 |
| Homo ergaster                        | 68                    | 54                    |
| Homo erectus                         | 59                    | 57                    |
| Homo heidelbergensis                 | 84                    | 78                    |
| Neandertaler                         | 76                    | 65                    |
| Homo sapiens                         | 68                    | 57                    |

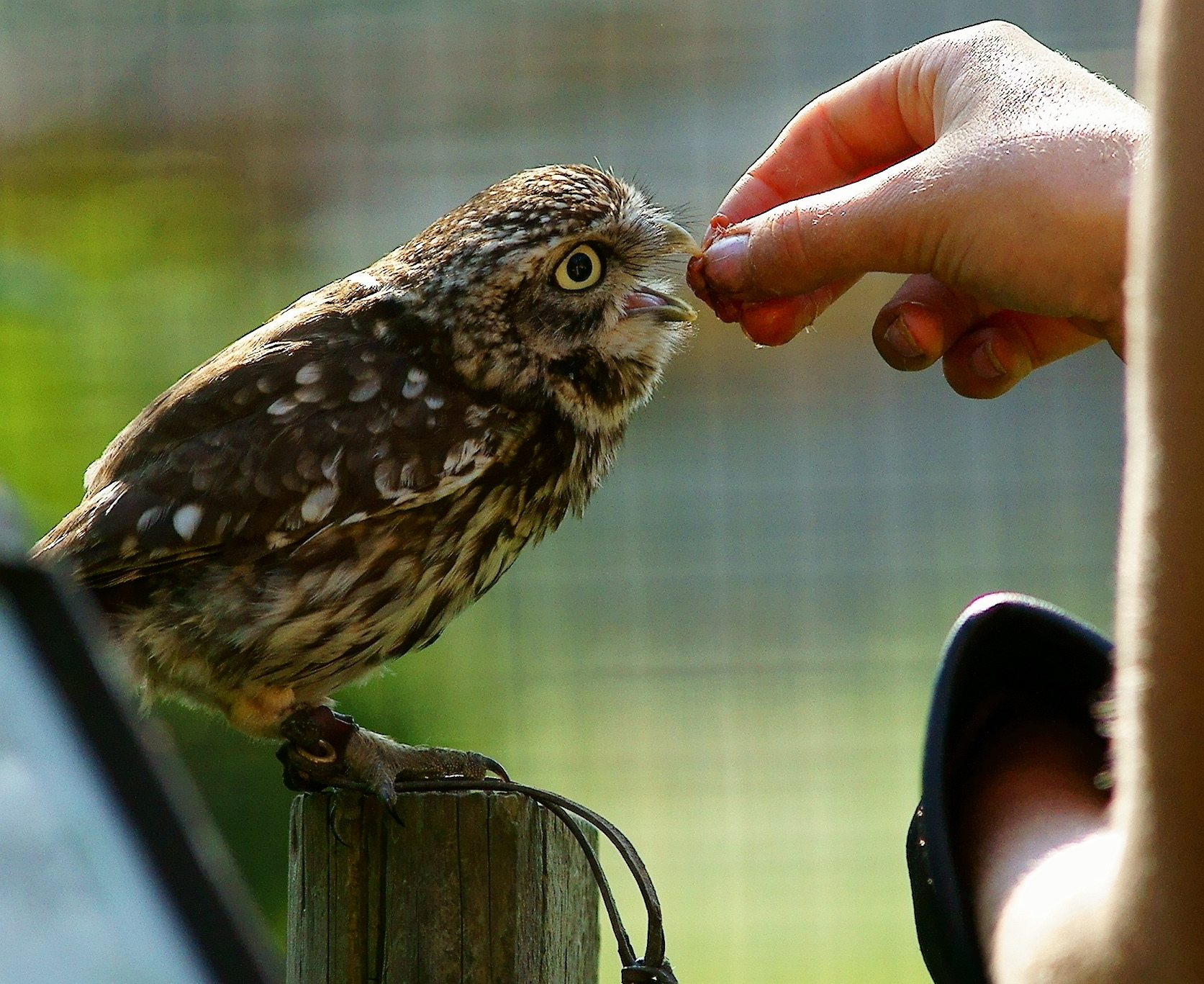
Präzisionsgriff (opponierter Daumen – hier gegen Mittel- und Zeigefinger)

Bis heute fehlt eine präzise Bezugsgröße, anhand derer die potenzielle Zuordnung neu entdeckter Fossilien zur Gattung Homo gemessen werden könnte: Typusart der Gattung ist zwar Homo sapiens, aber anhand welcher Kriterien eine klare morphologische Abgrenzung des Homo sapiens – wie überhaupt der Gattung Homo – von verwandten Arten bzw. Gattungen begründet werden könnte, wurde nie festgelegt. So konnte 1964 in der Erstbeschreibung von Homo habilis die Definition der Gattung kurzerhand verändert werden, indem als neue Untergrenze des Hirnvolumens für Arten der Gattung Homo 600 cm³ (statt bis dahin mindestens 700 cm³) angesetzt wurden, so dass die der neuen Art zugeordneten Fossilien noch in der Gattung Homo Platz finden konnten. Zugleich wurden einige weitere Kriterien für eine Zuordnung von Fossilien zur Gattung Homo genannt, unter anderem: der Bau des Beckens und der Beine sind angepasst an eine gewohnheitsmäßig aufgerichtete Körperhaltung und an den aufrechten Gang; die Arme sind kürzer als die Beine; der Daumen ist gut ausgebildet und vollständig opponierbar, die Hand ist sowohl zum Kraftgriff als auch zum Präzisionsgriff befähigt.
Laut Bernard Wood und Mark Collard wurde die Zuordnung von Arten zur Gattung Homo von anderen Autoren oft anhand von vier Kriterien vorgenommen:
1. das Schädelinnenvolumen – also die Gehirngröße – von mindestens 600 cm³,
2. die unterstellte Befähigung zum Sprechen, abgeleitet von Schädelausgüssen, anhand derer das Broca-Areal und das Wernicke-Zentrum als gut ausgebildet erkannt wurden,
3. der Nachweis von Werkzeuggebrauch und
4. der opponierbare Daumen und der Präzisionsgriff der Hand.[9]

Wood und Collard erläutern hierzu, es sei leicht nachvollziehbar, dass diese Kriterien nur unzulänglich aus vielen der aufgefundenen Fossilien herausgelesen werden können. Zudem bleibe ohne genaue Kenntnis der Körpergröße der Zusammenhang von Gehirngröße und Verhalten ebenso unklar wie der Zusammenhang von sich entwickelnder Sprechfähigkeit mit bestimmten Merkmalen der Großhirn-Oberfläche; ob Homo rudolfensis Werkzeuge benutzt habe, sei bisher unbelegt, wohl aber gebe es Hinweise, dass auch Vertreter der Gattung Australopithecus Werkzeuge benutzten; und die erwähnten Merkmale der Hand seien ebenfalls keineswegs ein Alleinstellungsmerkmal der Gattung Homo, sondern auch bei Arten anderer Gattungen nachgewiesen.
Wood und Collard argumentierten daher, statt einzelne Merkmale herauszustellen, müsse bei der Zuordnung einer Art zur Gattung Homo nachgewiesen werden, dass diese Art der Typusart Homo sapiens stärker ähnele als den Typusarten von Ardipithecus, Australopithecus, Kenyapithecus und Paranthropus. Insbesondere müsse belegt werden, dass der Körperbau (speziell der Kauapparat), die körperliche Entwicklung sowie die Art und Weise der Fortbewegung dem Typusexemplar der Gattung näher stehe als den älteren Gattungen der Hominini. Anhand dieser Maßstäbe kamen Wood und Collard zu dem Ergebnis, dass Homo habilis und Homo rudolfensis größere Ähnlichkeiten mit Australopithecus und Paranthropus aufweisen als mit Homo und daher der Gattung Australopithecus zuzuordnen seien; Homo erectus, Homo ergaster, Homo heidelbergensis und Homo neanderthalensis hingegen weisen Wood und Collard zufolge hinreichend große morphologische Nähe zu Homo sapiens auf.
Tim White wies 2003 darauf hin, dass Bezahnung und Skelett des modernen Menschen eine erhebliche Variabilität aufweisen; daher sei vor der Abgrenzung zusätzlicher Arten stets zu berücksichtigen, dass auch die Vorfahren des Menschen möglicherweise eine ähnlich große Variabilität aufwiesen.

## Historisches

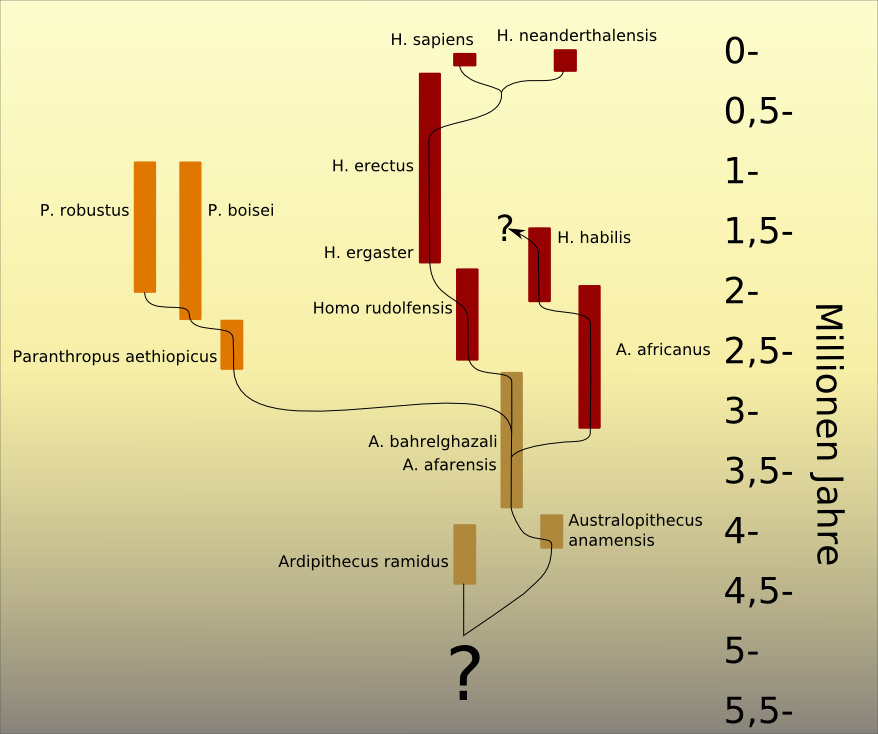
Hypothese zur Verwandtschaft der Australopithecus- und Homo-Arten, wie sie aufgrund der gegenwärtigen Fundlage beispielsweise von Friedemann Schrenk vertreten wird.

Die Gattung Homo wurde 1758 von Carl von Linné in der 10. Auflage von Systema Naturae eingeführt. Zugeordnet wurden dieser Gattung zwei rezente Arten: zum einen Homo sylvestris – auf Java vorkommend, nachtaktiv und umgangssprachlich „Orang Outang“ genannt; zum anderen Homo sapiens – tagaktiv und in sechs Gruppen eingeteilt. Zwei dieser Gruppen – als „wild“ bzw. als „monströs“ charakterisiert – sind nach heutigem Wissensstand keine biologischen Entitäten; die vier anderen Gruppen korrelieren mit den vier Linné bekannten geographischen Regionen Afrika, Amerika, Asien und Europa.
Einen ersten Versuch, die Gattung Homo anhand von anatomischen Merkmalen von anderen Säugetieren abzugrenzen, unternahm 1775 Johann Friedrich Blumenbach in seiner Dissertation De generis humani varietate nativa („Über die natürlichen Verschiedenheiten im Menschengeschlechte“).
Die erste fossile Art der Gattung Homo wurde 1864 durch den irischen Geologen William King benannt: Homo neanderthalensis; bereits ein Jahr zuvor hatte King in einem Vortrag vor der Sektion für Geologie der British Association for the Advancement of Sciences nach Diskussion der Schädelform des Fossils Neandertal 1 und dessen Abweichungen vom modernen Menschen den Namen „Homo Neanderthalensis King“ verwendet. Es folgte 1899 die von Georges Vacher de Lapouge vorgeschlagene Art Homo spelaeus („Höhlenmensch“), der als Typusexemplar das Fossil Cro-Magnon 1 zugeordnet wurde; alle Fossilien dieser Altersklasse („Cro-Magnon-Menschen“) werden heute zu Homo sapiens gezählt. Die dritte fossile Homo-Art wurde 1908 benannt, nachdem Otto Schoetensack sich entschlossen hatte, den korrekt als „präneandertaloid“ erkannten Unterkiefer von Mauer als Homo heidelbergensis zu bezeichnen.
Durch die Einbeziehung des im Vergleich mit Homo sapiens, Homo spelaeus und selbst Homo neanderthalensis äußerst massiven, „primitiven“ Unterkiefers von Mauer in die Gattung Homo wurde deren morphologische Variationsbreite erheblich vergrößert. Diese Entwicklung setzte sich fort, als Arthur Smith Woodward 1921 die Art Homo rhodesiensis und der niederländische Forscher Willem Oppennoorth 1932 Homo soloensis benannte.
Die Fossilien von Homo soloensis („Mensch vom Solo-Fluss“ auf Java) werden heute zu Homo erectus gestellt: zu einem Taxon, dem ab 1950 auf Vorschlag von Ernst Mayr – im Konsens mit den damals führenden Paläoanthropologen – zahlreiche weitere, zunächst mit eigenem Artnamen belegte Fossilien von unterschiedlichen Fundorten zugeordnet wurden. Dies hatte allerdings zur Folge hatte, dass die Variationsbreite der Homo-Morphologie noch weiter vergrößert wurde: zum Beispiel durch Atlanthropus mauritanicus, Pithecanthropus erectus, Sinanthropus pekinensis und Telanthropus capensis (inzwischen von einigen Paläoanthropologen wieder abgetrennt und als Homo ergaster bezeichnet). Gemeinsames Merkmal aller Homo zugeschriebenen Fossilien blieb zunächst aber das 1950 von Mayr festgelegte Mindestvolumen von 900 Kubikzentimetern für das Schädelinnenvolumen sowie eine durch den aufrechten Gang geprägte Körperhaltung und Fortbewegungsweise.
Dieser Konsens wurde 1964 von Louis Leakey et al. aufgegeben, als Homo habilis erstmals beschrieben wurde: Die Angehörigen dieser sehr frühen Homo-Art gingen zwar zumindest zeitweise aufrecht, hatten aber nur ein Gehirnvolumen von rund 600 bis 700 cm³. Nunmehr galten 600 cm³ als Untergrenze, und die ohnehin schon ungenaue Definition der Gattung Homo wurde noch „nebulöser“.

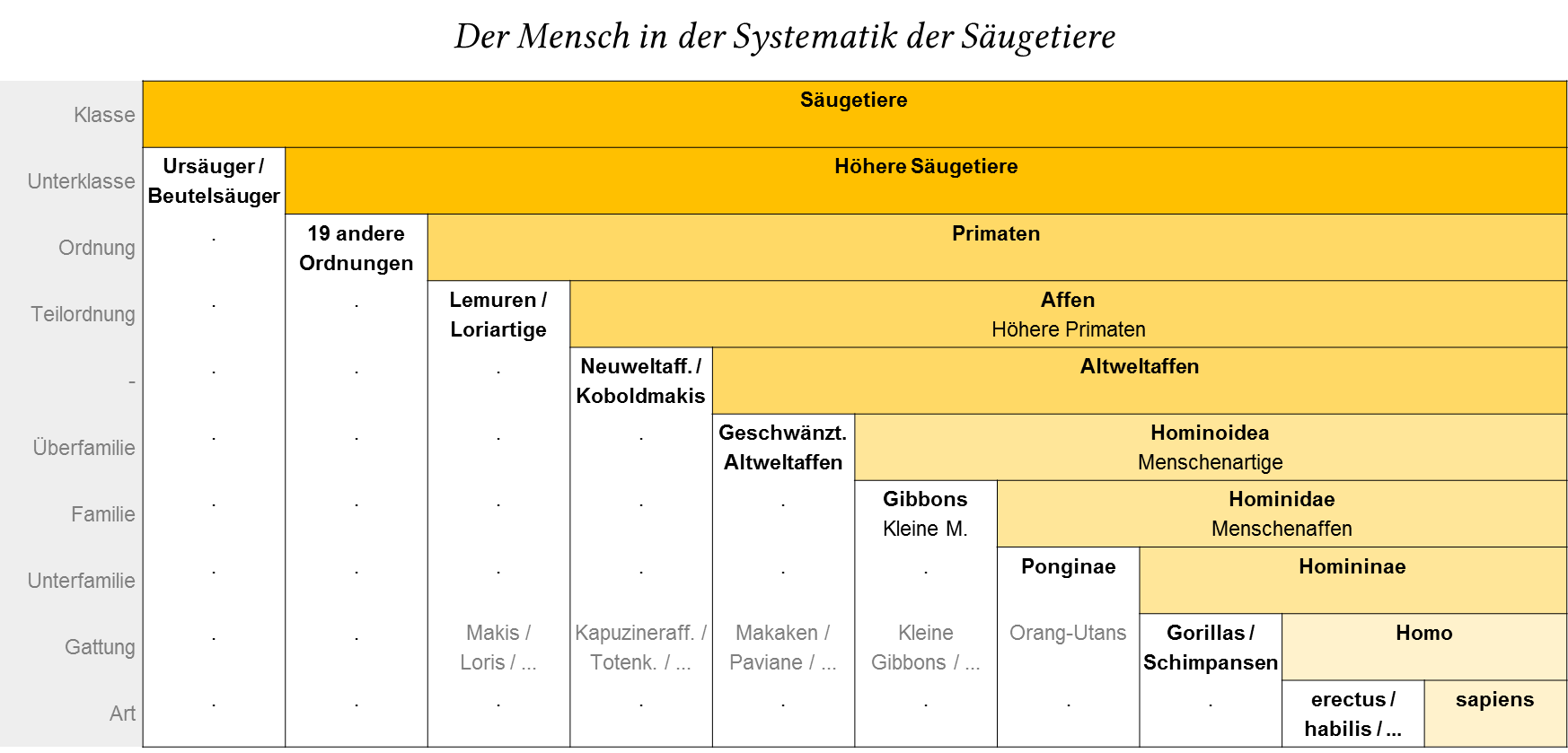

Schließlich wurden neben Homo habilis noch eine weitere frühe Art der Gattung Homo gestellt, genannt Homo rudolfensis. Deren Abgrenzung von Homo habilis ist bisher lückenhaft, weil kaum Skelettknochen von unterhalb des Kopfes zweifelsfrei Homo rudolfensis zugeordnet werden konnten. Abgrenzungsmerkmale sind beispielsweise die Zähne von Homo rudolfensis, die größer sind als bei den späteren Homo-Arten, das im Vergleich mit Homo habilis größere Schädelinnenvolumen von mindestens 750 cm³ und das im Vergleich mit Homo habilis breitere, aus dickeren Knochen gebildete Gesicht.
Im Jahr 2003 schlug eine Forschergruppe um Morris Goodman vor, die Schimpansen wegen ihrer großen genetischen Nähe zum Menschen als Homo troglodytes und Homo paniscus in die Gattung Homo einzugliedern.

## Belege
1. ↑  Lee Berger et al: Homo naledi, a new species of the genus Homo from the Dinaledi Chamber, South Africa. In: eLife 4. 4:e09560, 2015, doi:10.7554/eLife.09560.
2. ↑  Friedemann Schrenk: Alle Stammbäume sind Schall und Rauch. In: Spektrum der Wissenschaft. Nr. 9/2010, S. 69.
3. ↑  Thomas Junker: Die Evolution des Menschen. 2. Auflage. C. H. Beck, München 2008, S. 34, ISBN 978-3-406-53609-0.
4. ↑  Schimpansen: Spiegelbild des Menschen? Auf: scinexx.de vom 27. Juni 2003.
5. 1 2 3 4 5 6 7 8 9  Matthew M. Skinner, Bernard Wood: The evolution of modern human life history – a paleontological perspective. In: Kristen Hawkes, Richard R. Paine (Hrsg.): The Evolution of Modern Human Life History. School of American Research Press, Santa Fe 2006, ISBN 1-930618-72-7, S. 347. – Ausgewiesen ist jeweils das arithmetische Mittel.
6. ↑  Ewen Callaway: Crowdsourcing digs up an early human species. In: Nature. Band 525, 2015, S. 297–298, doi:10.1038/nature.2015.18305, Volltext.
7. 1 2  Louis Leakey, Phillip Tobias, John Napier: A new species of the genus Homo from Olduvai Gorge. In: Nature. Band 202, 1964, S. 7–9; doi:10.1038/202007a0, Volltext (PDF; 352 kB) (Memento vom 21. Juli 2015 im Internet Archive).
8. ↑  Bernard Wood, Mark Collard: The Meaning of Homo. In: Ludus vitalis. Band 9, Nr. 15, 2001, S. 63–74, Volltext (PDF; 697 kB).
9. ↑  Als ältester Beleg für den Präzisionsgriff bei Homo wurde ein 1,4 Millionen Jahre alter 3. Mittelhandknochen interpretiert, der aus der Fundstelle Kaitio am bereits in Äthiopien gelegenen Nordende des Turkana-Sees geborgen wurde. Quelle: Ann Gibbons: When Early Hominins Got a Grip. In: Science. Band 340, Nr. 6131, 2013, S. 426–427, doi:10.1126/science.340.6131.426-a.
10. ↑  Mark Collard, Bernard Wood: Defining the Genus Homo. In: Winfried Henke, Ian Tattersall (Hrsg.): Handbook of Palaeoanthropology. Band 3, Springer, Berlin / Heidelberg / New York 2007, ISBN 978-3-540-32474-4, S. 1575–1610. (Kapitel 8)
11. ↑  Tim White: Early Hominids – Diversity or Distortion? In: Science. Band 299, Nr. 5615, 2003, S. 1994–1997, doi:10.1126/science.1078294.
12. ↑  In Band 1, S. 20; es ist die erste Tierart, die Linné in diesem Werk aufgelistet hat.
13. ↑  Johann Friedrich Blumenbach: De generis humani varietate nativa. Friedrich Andreas Rosenbusch, Göttingen 1775, Digitalisat der Übersetzung von 1798.
14. ↑  William King: The reputed fossil man of the Neanderthal. In: Quarterly Journal of Science. Band 1, 1864, S. 88–97.
15. ↑  William King: On the Neanderthal Skull, or Reasons for believing it to belong to the Clydian Period and to a species different from that represented by Man. In: British Association for the Advancement of Science, Notices and Abstracts for 1863, Part II. London 1864, S. 81 f.
16. ↑  Otto Schoetensack: Der Unterkiefer des Homo Heidelbergensis aus den Sanden von Mauer bei Heidelberg. Ein Beitrag zur Paläontologie des Menschen. Verlag von Wilhelm Engelmann, Leipzig 1908, S. 40. – „Präneandertaloid“ bedeutet: ähnlich wie ein Neandertaler, aber älter als dieser.
17. ↑  Arthur Smith Woodward: A New Cave Man from Rhodesia, South Africa. In: Nature. Band 108, 1921, S. 371–372, doi:10.1038/108371a0.
18. ↑  W. F. F. Oppennoorth: Homo (Javanthropus) soloensis: een plistocene mensch van Java. In: Wetenschappelijke medeligen Dienst van den Mijnbrouw in Nederlandsch-Indië. Band 20, 1932, S. 49 ff.
19. ↑  Ernst Mayr: Taxonomic categories in fossil hominids. In: Cold Spring Harbor Symposia on Quantitative Biology. Band 15, 1950, S. 109–118; Zusammenfassung.
20. ↑  Gary J. Sawyer, Viktor Deak: Der lange Weg zum Menschen. Lebensbilder aus 7 Millionen Jahren Evolution. Spektrum Akademischer Verlag, Heidelberg 2008, S. 85.
21. ↑  Jeffrey H. Schwartz, Ian Tattersall: Defining the genus Homo. In: Science. Band 349, Nr. 6251, 2015, S. 931–932, doi:10.1126/science.aac6182.
22. ↑  Bernard Wood, Brian G. Richmond: Human evolution: taxonomy and paleobiology. In: Journal of Anatomy. Band 197, Nr. 1, 2000, S. 19–60, doi:10.1046/j.1469-7580.2000.19710019.x. PMID 10999270, PMC 1468107 (freier Volltext) (Review).
23. ↑  Derek E. Wildman, Monica Uddin, Guozhen Liu, Lawrence I. Grossman, Morris Goodman: Implications of natural selection in shaping 99.4% nonsynonymous DNA identity between humans and chimpanzees: Enlarging genus Homo. In: PNAS. Band 100, Nr. 12, 2003, S. 7181–7188, doi:10.1073/pnas.1232172100.